# Пантелеимон (Арафимос)
Митрополит Пантеле́имон Ара́фимос (греч. Μητροπολίτης Παντελεήμων Αράθυμος; род. 1974, остров Тинос, Греция) — епископ Александрийской православной церкви, митрополит Навкратидский.

## Биография
Окончил богословскую школу Афинского университета и Французский институт в Афинах. Кроме родного греческого говорит по-английски, по-французски и по-итальянски.
В 2000 году митрополитом Сирским Дорофеем (Стекасом) был рукоположён в сан диакона, а в 2001 году — в сан пресвитера с возведением в достоинство архимандрита. Служил проповедником и управляющим делами Сирской митрополии.
В сентябре 2006 года по приглашению Патриарха Феодора II перешёл в клир Александрийского Патриархата, где служил последовательно заведующим проектами развития, кодикографом Священного Синода. 25 ноября 2009 года Патриарх Феодор II объявил о назначении архимандрита Пантелеимона заведующим частным патриаршим отделом (Ιδιαιτέρου Πατριαρχικού Γραφείου Του).
Также являлся членом Патриаршего комитета по европейским делам. Представлял Александрийскую Церковь в межправославном комитете по биоэтике и в консультативном совете международного центра межрелигиозного и межкультурного диалога KAICIID (King Abdullah bin Abdulaziz International Centre for Interreligious and Intercultural Dialogue).
25 марта 2011 года назначен главным секретарём Священного Синода Александрийского Патриархата.
21 ноября 2012 года решением Священного Синода был избран епископом Браззавильским и Габонским.
2 декабря того же года в Благовещенском соборе в Александрии хиротонисан во епископа Браззавильского и Габонского. Хиротонию совершили: Патриарх Александрийский Феодор II, митрополит Сирсий Дорофей (Поликандриотис), митрополит Нигерийский Александр (Яннирис), митрополит Леонтопольский Гавриил (Равтопулос), митрополит Аккарский Савва (Химониттос), епископ Нитрийский Никодим (Приангелос) и епископ Вавилонский Нифон (Цаварис).
8 декабря того же года он прибыл в Пуэнт-Нуар. Нового архиерея в аэропорту встречали архимандрит Феолог (Хризанфакопулос), духовенство епархии, представители местных властей и большое число православных верующих. Во второй половине того же дня состоялась встреча нового епископа во временном соборе св. Димитрия, при котором размещается епископия Браззавиля и Габона.
14 апреля 2013 года в кафедральном соборе Святого Димитрия в городе Пуэнт-Нуар, Республика Конго, состоялась его интронизация, которую возглавил Патриарх Феодор II.
В январе 2014 года он отмечал: «Я стал первым епископом в епархии в Конго и Габоне и мне предстояло наладить административную работу, последневную жизнь церкви таким образом, чтобы глубже интегрировать её в местное общество. Сейчас наша епархия включает девять приходов — восемь в Конго и один в Габоне <…> у нас сейчас у нас занято 62 человека. Нашу православную школу посещает более 200 конголезцев, с которыми работают 26 преподавателей. Кроме того мы создали радиостанцию „Голос православия“. И ещё сейчас мы ведем несколько строек. Мы строим кафедральный собор и три церкви, больницу, медицинский центре. И наконец строим церковь в Габоне». Число православных конголезцев он оценил в «почти семь тысяч» человек, а число православных в Габоне по его оценке на тот момент как «более тысячи».
24 октября 2017 года в связи с возведением Браззавильской епархии в ранг митрополии, получил титул митрополита.
12 января 2022 года решением Священного Синода переведён на Навкратидскую кафедру.
10 мая 2022 года в Патриаршей церкви святого Николая в прибрежном районе Ибрагимия в Александрии Патриарх Феодор II возглавил его интронизацию как митрополита Навкратидского.
15 февраля 2024 года решением Священного Синода Александрийской православной церкви ему присвоено звание митрополита Птолемаидского.